# Marc Corstjens
Marc Corstjens (31 augustus 1965) is een voormalige Belgische atleet, die gespecialiseerd was in de middellange afstand. Hij vertegenwoordigde België een aantal maal bij grote internationale wedstrijden. Ook had hij het Belgisch record in handen op de mijl hardlopen, tot 2015.

## Loopbaan
In 1990 nam Corstjens deel aan de Europese kampioenschappen. Met een tijd van 3.40,30 plaatste hij zich in de finale, waarin hij als tiende finishte in 3.41,31.
Drie jaar later liep hij bij de wereldkampioenschappen van 1993 in Toronto een tijd van 3.46,69 en behaalde hiermee een achtste plaats. Bij de Bislett Games in Oslo datzelfde jaar liep hij op de mijl een tijd van 3.54,57 en eindigde hiermee op een negende plaats. Deze tijd was tevens een verbetering van het Belgische record, dat pas in 2015 door Pieter-Jan Hannes werd verbroken.
Tegenwoordig is Marc Corstjens actief als atletenmanager bij Golazo en maakt hij deel uit van de organisatie van de Nacht van de Atletiek en de Meeting International de Liège.

## Belgische kampioenschappen
Outdoor
| Onderdeel | Jaar |
| --------- | ---- |
| 800 m     | 1986 |
| 1500 m    | 1990 |

Indoor
| Onderdeel | Jaar |
| --------- | ---- |
| 1500 m    | 1990 |

## Persoonlijke records
Outdoor
| Onderdeel | Prestatie       | Datum            | Plaats  |
| --------- | --------------- | ---------------- | ------- |
| 800 m     | 1.45,90         | 5 september 1986 | Heizel  |
| 1500 m    | 3.37,25         | 12 augustus 1990 | Hengelo |
| 1 mijl    | 3.54,57 (ex NR) | 10 juli 1993     | Oslo    |

Indoor
| Onderdeel | Prestatie       | Datum            | Plaats       |
| --------- | --------------- | ---------------- | ------------ |
| 1000 m    | 2.20,18 (ex-NR) | 22 februari 1992 | Birmingham   |
| 1500 m    | 3.38,58         | 27 februari 1993 | Gent         |
| 2000 m    | 5.05,0          | 2 februari 1992  | Sindelfingen |

## Palmares

### 800 m
- 1986:  BK AC – 1.49,63
- 1986: 6e reeks EK in Stuttgart - 1.48,55
- 1987: 6e ½ fin. EK indoor in Liévin - 1.50,87

### 1500 m
- 1989: 7e reeks EK indoor in Den Haag - 3.47,13
- 1990:  BK AC indoor - 3.47,32
- 1990: 5e reeks EK indoor in Glasgow - 3.45,80
- 1990:  BK AC – 3.54,69
- 1990: 10e EK in Split - 3.41,31
- 1991:  BK AC indoor - 3.52,13
- 1992:  BK AC indoor - 3.42,18
- 1992: 4e reeks EK indoor in Genua - 3.44,75
- 1993:  BK AC indoor - 3.41,64
- 1993: 8e WK indoor in Toronto - 3.46,69

### 1 mijl
- 1993: 9e Bislett Games in Oslo - 3.54,57 (NR)